# Parti de la démocratie ouvrière

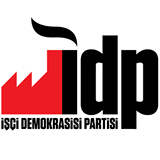
Logo du Parti de la Démocratie Ouvrière.

Le Parti de la démocratie ouvrière (en turc : İşçi Demokrasisi Partisi) est un parti trotskyste suivant au Front des travailleurs depuis 2014.
La déclaration de formation du parti est la suivante : « Le PDO est un parti démocratique centralisé composé de femmes et d'hommes, de travailleurs et de jeunes qui se réunissent dans le cadre de son programme. Le caractère distinctif du PDO est que toutes les décisions qui déterminent la ligne politique du parti doivent être prises par des débats libres et démocratiques, les décisions suivies et mises en pratique par tous ses membres comme un seul corps. »

## Publications
- İşçi Cephesi : Le Front des Travailleurs, publication générale mensuelle du PDO[1]
- Zırhlı Tren : Train blindé, organe mensuel des jeunesses du PDO[2]
- Yayıncılık : Distance, trimestriel politico-théorique du parti[3]

## Théorie

Symbole de la Quatrième Internationale.

Les grandes lignes idéologiques du PDO sont exprimées dans les numéros de Distance ci-dessous : 
1. Été 2009 : Le problème de la Palestine
2. Automne 2009 : Crises
3. Hiver 2010 : Sur le Parti
4. Printemps 2010 : La question kurde
5. Été 2010 : La question kurde - Partie 2
6. Automne 2010 : Internationalisme
7. Printemps 2011 : Sur les régimes politiques
8. Hiver 2012 : Révolution arabe
9. Printemps 2013 : Textes de la réunion internationale d'Istanbul
10. Hiver 2014 : L'Impérialisme et la Turquie
11. Automne 2014 : La conférence d'unification de l'UIT-QI
12. Automne 2015 : L’Impérialisme et la Turquie, partie 2

## International

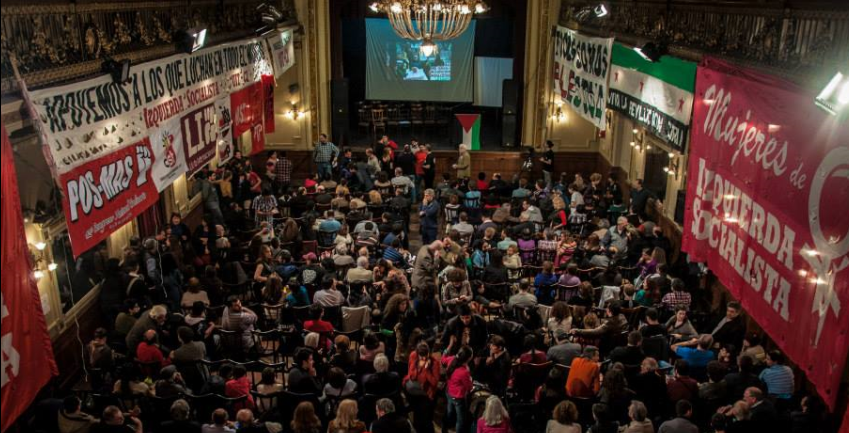
L'Unité Internationale des travailleurs - Quatrième Internationale avec le Congrès de liaison international lors du congrès d'unification.

Le Front des travailleurs était lié depuis les années 1990 à la Ligue internationale des travailleurs - Quatrième Internationale, formait sa section turque, et a contribué à sa construction via les Bulletins internationaux.
L'organisation s'est détachée de la LIT au cours des années 2000, avec des désaccords sur la situation révolutionnaire et sur la re-colonisation.
En janvier 2009, le Front des travailleurs élargit le mouvement autour de sa publication en prenant contact avec Lutte internationaliste, un groupe espagnol, et en formant le Comité de liaison international (International Liaison Committee / Comité de Enlace Internacional).

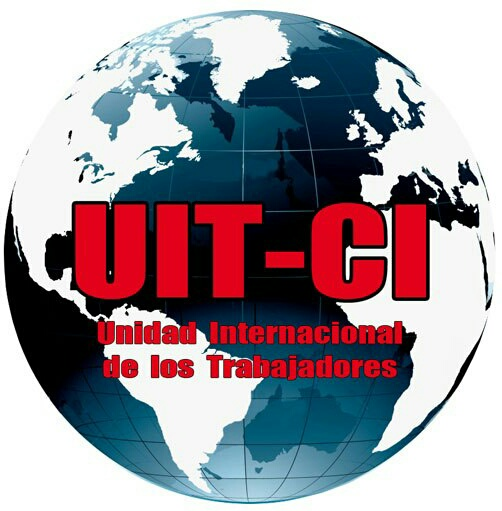
Logo de l'Unité Internationale des Travailleurs - Quatrième Internationale.

Les processus révolutionnaire et de lutte des classes croissant en Afrique du Nord et au Moyen-Orient, en Europe et en Amérique latine ont conduit le Comité à discuter avec l'Unité internationale des travailleurs - quatrième internationale à partir de 2011, avec la mise en place de liens de communication mutuelle et de solidarité, ce qui s'est poursuivi sur la création du Comité de Coordination, le 4 novembre 2012. À la suite de ce processus, la décision de fusion a été prise dans le cadre de l'UIT-QI. Le Parti Ouvrier Socialiste (POS) au Mexique, Lutte Internationaliste en Espagne (LI) et le Parti de la démocratie ouvrière en Turquie (IDP) ont fusionné avec les autres partis membres de l'UIT-C lors du 5e Congrès mondial de cette internationale entre le 31 juillet et le 3 août à Buenos Aires, en Argentine. À la suite de la fusion, l'UIT-QI est devenue une structure existante dans 15 pays d'Amérique latine et d'Europe.
Le Parti de la démocratie ouvrière est donc membre de l'Unité internationale des travailleurs, et travaille à l'avancement de la révolution mondiale en construisant un parti révolutionnaire en Turquie.
Le PDO assimile les révoltes au Moyen-Orient, qui ont débuté avec la Révolution tunisienne en 2010, à la révolution de février 1917 en Russie, et apporte son soutien aux peuples et aux mouvements socialistes révolutionnaires. À cette fin, les 11 et 12 juillet 2015, il a invité à Istanbul une réunion internationale avec la participation de révolutionnaires syriens. À la suite de cette réunion, la Déclaration d'Istanbul a été publiée, affirmant « Rompons le siège de la révolution syrienne ! Nous sommes avec le peuple syrien : non à Asad, Daesh, et à bas les interventions impérialistes ! ».